# 云南民族村

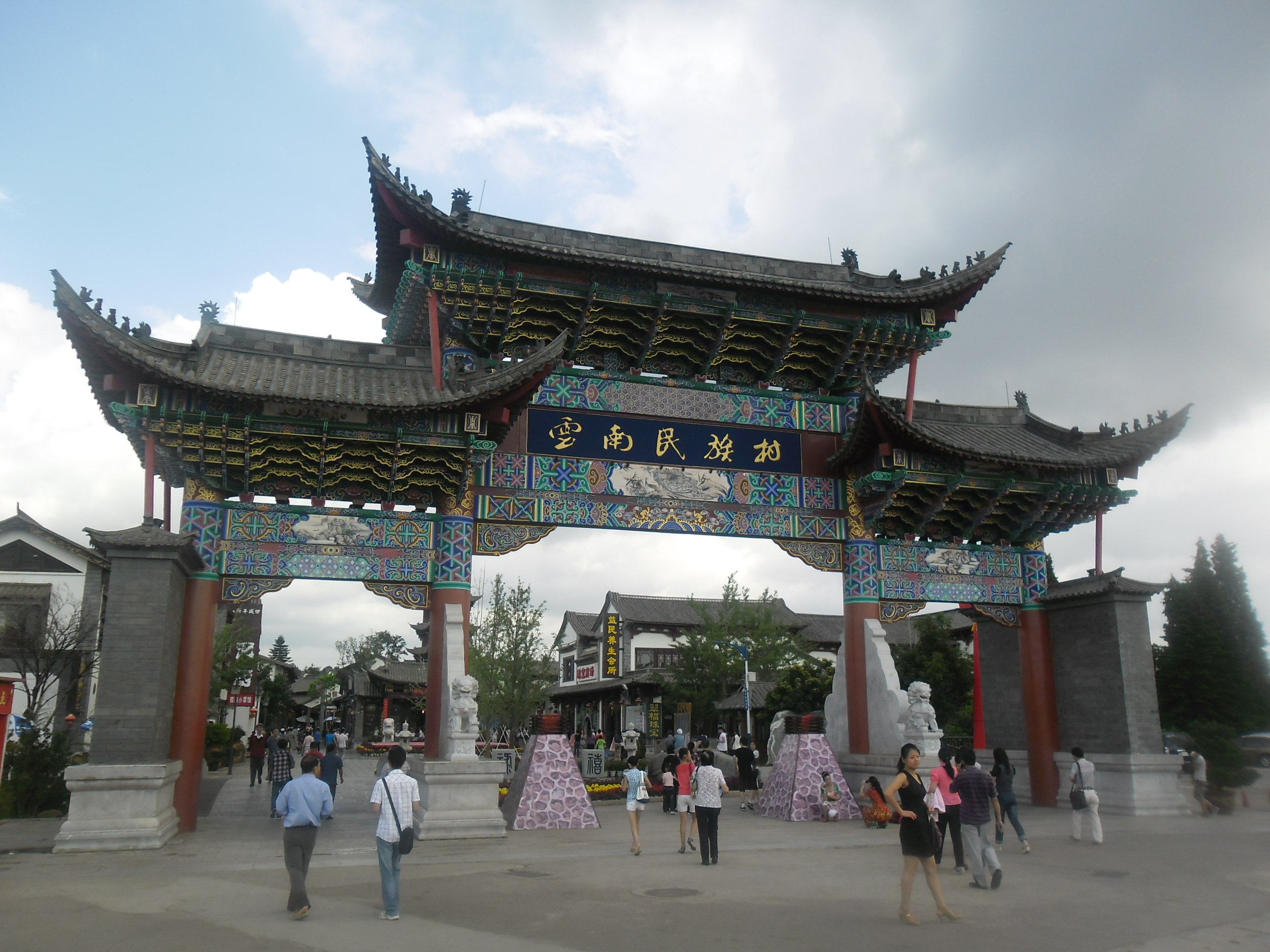
云南民族村入口牌坊

云南民族村位于云南昆明南部的滇池之畔，距市区8公里，占地面积约1300亩是展示云南各民族文化风情的窗口。现已建成开放的有白族、傣族、彝族、佤族、纳西族、藏族、拉祜族、基诺族、布朗族、德昂族、哈尼族、景颇族等12个村寨和一个“摩梭之家”。
走进村里不同风格的民族村寨分布其间，错落有致，各展风采，各少数民族丰富多彩的村舍建筑、生产、生活、宗教习俗均生动地展示出来，是云南民族文化的缩影。而且还有身着民族服饰的导游小姐为游客讲解各少数民族的风俗习惯，婚丧嫁娶，节日庆典等等。为了让游客在断时间内领略各少数民族的节日欢乐，在民族还举行白族的“三月街”、彝族的“火把节”、傣族的“泼水节”、景颇族的“目脑纵歌”、傈僳族的“刀杆节”等独具民族特色的民族节日活动。